# Hieracium drummondii
Hieracium drummondii es una especie de planta con flor del género Hieracium, de la familia Asteraceae, orden Asterales.

## Distribución
Hieracium drummondii se distribuye por Escocia.

## Taxonomía
Fue descrita científicamente por Pugsl. Fue publicada en J. Linn. Soc., Bot.